# عمر (مجموعه تلویزیونی)
عمر عنوان مجموعهٔ تلویزیونی تاریخی درام به کارگردانی حاتم علی کارگردان سوری است. این مجموعهٔ ۳۱قسمتی برای نخستین‌بار در ۲۰ ژوئیه ۲۰۱۲ از شبکه تلویزیونی ام‌بی‌سی پخش شد.
داستان این مجموعه زندگی‌نامهٔ  عمر  بزرگترین خلیفهٔ مسلمانان است. در این مجموعه چهره‌ی برخی شخصیت‌های آغازین اسلام همچون ابوبکر، عمر، عثمان و علی به‌تصویر کشیده شده‌است. این مجموعه توسط شبکهٔ نور و کلمه به فارسی دوبله و پخش شد.این مجموعه ی تلویزیونی تا چگونگی فتح قسمت وسیعی از ایران و روم راهم به تصویر میکشد.

## بازیگران
- سامر اسماعیل در نقش عمر بن خطاب
- غسان مسعود در نقش ابوبکر
- غانم زرلی در نقش علی بن ابی‌طالب
- ثامر مزید در نقش عثمان بن عفان
- قاسم ملحو در نقش عمرو عاص
- مهیار خضور در نقش خالد بن ولید
- محمود خلیلی در نقش ابوعبیده جراح
- حسن الجندی در نقش عتبة بن ربیعه
- جلال الطویل در نقش سلمان فارسی
- می سکاف در نقش هند بنت عتبه
- عمرو علی در نقش یزدگرد سوم
- جی عبدو در نقش ساتراپ
- سوزان نجم‌الدین در نقش بوران‌دخت

## همکاری عوامل مجموعه تلویزیونی مختارنامه
برخی از عوامل مجموعه تلویزیونی مختارنامه در مجموعه تلویزیونی عمر فاروق همکاری داشته‌اند. از آن‌ها می‌توان به آذر محمدی، طراح لباس، و عبدالله اسکندری گریمور اشاره کرد. که می‌توان چهره گریم‌شده شخصیت علی بن ابی‌طالب — که شبیه تصویری‌ست که شیعیان از علی بن ابی طالب به تصویر کشیده‌اند — را به خوبی از این گریمور دید.

## اعتراض‌ها و حواشی
در این مجموعه چهره‌های برخی شخصیت‌های آغازین اسلام همانند ابوبکر، عمر بن خطاب، عثمان بن عفان و علی بن ابی‌طالب به تصویر کشیده می‌شود و این موضوع سرآغاز مناقشه و مباحثه گردید.در فیس‌بوک نیز صدها عضو با راه انداختن یک پویش خواستار قطع نمایش سریال شدند.
همچنین برخی رسانه‌های ایران این مجموعه تلویزیونی را تحریف‌شده برشمردند و نمایش چهره امام اول شیعیان در آن را تقبیح کردند. کارگردان و عوامل این مجموعه تلویزیونی قبل از نمایش این مجموعه تلویزیونی اجازه پخش این مجموعه را تنها از علمای تراز اول اهل سنت جهان اسلام گرفتند.این مجموعه تلویزیونی بخاطر به نمایش در آوردن چهره علی ابن ابی طالب و تحریف برخی وقایع آن از نظر شیعیان، مورد قبول آنها نمی باشد. 